# Georgetown (Kentucky)
Georgetown – miasto w Stanach Zjednoczonych, w stanie Kentucky, siedziba administracyjna hrabstwa Scott.